# Невидимая сила. Как работает американская дипломатия
«Невидимая сила. Как работает американская дипломатия» (англ. The Back Channel: A Memoir of American Diplomacy and the Case for Its Renewal) — мемуары Уильяма Бёрнса, американского дипломата, специалиста по России и Ближнему Востоку. Состоял на службе в Госдепартаменте США при пяти президентах и десяти госсекретарях. За свою карьеру Бёрнс имел отношение ко многим значимым событиям: операции «Буря в пустыне», войне НАТО в Югославии, ядерной сделке с Ираном и др.
Уильям Бёрнс работал на российском направлении с конца 1980-х (в 2005—2008 гг. был послом США в РФ). Его мнение о российской политике и ситуации в стране содержит много сведений о том, почему как строились российско-американские отношения и почему в начале 2000 годов они зашли в тупик.
О книге высоко отзываются многие бывшие сослуживцы и коллеги Бёрнса (см. ниже )

## Содержание
Книга состоит из 10 глав и Приложения

### Глава 1. Начало карьеры
Дипломатическая карьера Бёрнса началась в 1989 году в Группе политического планирования Госдепартамента под руководством Денниса Росса. Кроме дипломатов в группу планирования входили известные учёные, такие как Джон Айкенберри и Фрэнк Фукуяма и советологи, такие как Том Грэм, Билл Браунфилд и Дэн Керцер.

### Глава 2. Годы с Бейкером.
Продолжение карьеры Бёрнса проходило под руководством госсекретаря Дж. Бейкера (президентство Дж. Буша-старшего). В этот период внимание всего мира было приковано к событиям в СССР. Михаил Горбачёв ещё пытался преобразовать советскую систему, чтобы преодолеть катастрофический спад экономики, сохранив руководящую роль КПСС внутри страны и влияние на мировой арене. При этом он столкнулся с огромным множеством проблем: загнивающей экономикой, дефицитом продуктов питания, сопротивлением старой партийной гвардии, волнениями на этнической почве и сепаратистскими настроениями в национальных республиках СССР, а также с неповиновением восточноевропейских союзников. Но, как указывает Бёрнс, мало кто мог предсказать конец коммунистического блока и распад СССР. Более вероятным американским дипломатам казалось отстранение Горбачёва от власти сторонниками жёсткого курса и новый виток холодной войны.

### Глава 3. Россия Ельцина
В этой главе автор пишет об отношении администрации Буша к новым, независимым государствам — бывшим республикам СССР. После распада СССР США открыли посольства в каждой из столиц бывших советских республик, запустили масштабные программы гуманитарной помощи, послали в новые государства экономических советников и консультантов по вопросам конверсии оборонных предприятий. Была принята Программа Нанна-Лугара, нацеленная на обеспечение сохранности и безопасного хранения советского ядерного оружия .
После прихода к власти президента Клинтона Бёрнса отправили на работу в Москву. Постсоветская Россия представлялась ему как «глубоко несчастная, сбившаяся с пути страна». Надежды на светлое посткоммунистическое будущее казались призрачными.
Расширение НАТО
Автор отмечает, что в вопросе о расширении НАТО посольство США призывало к осторожному и взвешенному подходу. Как пишет Бёрнс, прежде чем обсуждать возможность официального принятия в НАТО Польши и других стран Центральной Европы, рекомендовалось подумать о других формах сотрудничества с бывшими странами — членами Варшавского договора, а также, возможно, о новых договорных отношениях между НАТО и Россией.
Бёрнс также останавливается на обещаниях, данных Дж. Бейкером относительно расширения НАТО на Восток. Ельцин и российская элита считали, что гарантии, данные Дж. Бейкером во время переговоров об объединении Германии в 1990 году, когда он сказал, что НАТО не будет расширено «ни на дюйм на восток», остаются в силе и после распада Советского Союза. Однако, как указывает Бёрнс, обещание Бейкера не было ни точно сформулировано, ни официально зафиксировано на бумаге, поэтому администрация Клинтона полагала, что обещание госсекретаря относилось к СССР, а не к России.

### Глава 4. Иордания
В главе описана командировка Бёрнса в Иорданию, которая началась в последние дни правления короля Хусейна. Король был самым «старым» главой государства в регионе. В 1957 году он пережил попытку переворота, в 1967 — Шестидневную войну, а несколько лет спустя — «чёрный сентябрь». В разное время было совершено несколько покушений на его жизнь. Хусейн правил Иорданией почти полвека, и иорданцам трудно было представить, что́ произойдёт после его ухода. В качестве посла США Бёрнс прилагал все усилия, чтобы удержать Иорданию в общем русле внешней политике США на Ближнем Востоке.

### Глава 5. Время террора
Глава посвящена работе Бёрнса на посту руководителя Ближневосточного бюро Госдепартамента, который он занял в начале 2000-х годов (Президент — Джордж Буш-младший, госсекретарь —Колин Пауэлл). В этом качестве Бёрнс провёл много времени на Ближнем Востоке поддерживая дипломатические контакты с лидерами стран региона от Израиля до Ливии.
В главе подробно разобрана первая поездка в Израиль и на Западный берег реки Иордан с целью остановить очередную вспышку насилия. Для этой цели Бёрнс стремился убедить палестинских и израильских сотрудников служб безопасности в необходимости сотрудничества.

### Глава 6. Разногласия с Путиным
В шестой главе Бёрнс подробно рассматривает американо-российские отношения в годы правления Владимира Путина.
Бёрнс отмечает, что в начале своего правления Путин стремился добиться взаимопонимания с США. По мнению Бёрнса, Путин ожидал от США согласия на исключительную роль России на т. н. «постсоветском пространстве». Однако, как указывает Бёрнс, Путин неправильно оценил намерения и политику США, а именно, Путин ошибочно считал действия США не результатом раскола в администрации, а частью хорошо спланированного заговора, нацеленного на подрыв его влияния.
По мнению Бёрнса, Путин ошибался также, подозревая США в плетении заговора против российских интересов. «Революция роз» в Грузии и «Оранжевая революция» на Украине, по мнению Бёрнса, убедили Путина в том, что американцы не только подрывают интересы России в сфере её влияния, но могут организовать такую же цветную революцию и в России.
Бёрнс отмечает, что к лету 2005 года отношения России и США начали портиться. Администрация Буша считала, что Россия не заинтересована в развитии демократических ценностей. Путин, со своей стороны, все сильнее склонялся к конфронтации, утверждаясь во мнении, что выстраиваемый американцами международный порядок нарушает интересы России и что разрушение этого порядка является ключом к сохранению и расширению российского влияния.

### Глава 7. Обама: «перезагрузка»
Седьмая глава посвящена президентству Барака Обамы. Президент Обама и его госсекретари Хиллари Клинтон и Джон Керри считали, что Америке необходимо перестать опираться на военную силу и вернуть себе лидерство в области дипломатии.
По мнению Бёрнса, главным достижением «перезагрузки» стал визит Медведева в США в июне 2010 года и подписание нового договора об ограничении стратегических вооружений СНВ-III. Была также достигнута договорённость о завершении процедуры вступления России в ВТО.
В 2011 году ситуация с «перезагрузкой» начала меняться к худшему. После цветных революций в Грузии и на Украине Москва опасалась, что волна народных волнений может докатиться до стен Кремля. Особенное беспокойство в Москве вызвали события «арабской весны», а также сочувствие Вашингтона протестным движениям.
В заключение Бёрнс отмечает, что несмотря на изначальный взаимный интерес Путина и Обамы, российский президент по-прежнему представлял себе США как некую враждебную силу, пытающуюся подорвать влияние России в регионе и его собственную власть внутри страны. В результате «перезагрузка» надолго застопорилась.

### Глава 8. Арабская весна
В восьмой главе Бёрнс вновь обращается к Ближнему Востоку. По мнению Бёрнса самым одиозным из всех авторитарных арабских лидеров был Муамар Каддафи. Под давлением США Каддафи отказался от поддержки терроризма и ядерной программы, но стиль его правления оставался жёстким и репрессивным. Тем не менее, по мнению Бёрнса, США старались нормализовать отношения с Ливией, отменяли санкции и готовились открыть посольство в Триполи. Этому помешала публикации на WikiLeaks в результате которых США отозвали посла из Триполи.

### Глава 9. Иран и бомба: секретные переговоры
В главе рассказано о том, как в 2013 году (Президент — Барак Обама, госсекретарь —Джон Керри) Бёрнс принимал участие в тайных переговорах с Ираном по условиям прекращения ядерной программы Ирана в обмен на отмену санкций. Было достигнуто взаимоприемлемое соглашение, на основе которого был подписан международный договор о прекращении Ираном ядерных исследований.

### Глава 10. Ведущая роль Америки
Глава посвящена задачам американской дипломатии на ближайшее будущее, которые Бёрнс описывает следующим образом:
- Не расширение, а консолидация НАТО
- Укрепление суверенитета Украины и оздоровление политической и экономической ситуации в этой стране вне рамок каких-либо формальных военных структур
- Поддержание жизнеспособности Европейского союза после «брексита»

### Приложение
В Приложении приводятся некоторые рассекреченные документы, в том числе:
- «Чечня и будущее России» (11 января 1995 г.) — аналитическая записка (телеграмма) посольства США в России в Госдепартамент
- «Стратегия для России» Email госсекретарю Кондолизе Райс. 8 февраля 2008 г.
- «Заметки Билла Бёрнса для госсекретаря: Каир, 21-22 февраля 2011 г.» — аналитическая записка о положении в Египте.-->

## Отзывы
Отзывы о книге оставили многие бывшие сослуживцы и коллеги Бёрнса:

Билл Бернс просто один из лучших американских дипломатов второй половины XX века. Его воспоминания показывают редкую комбинацию стратегического видения и действий. Книга полна точных исторических деталей и, что ещё важнее, острых наблюдений о том, как мы можем защищать наши интересы и ценности там, где лидерство США остается основой мирового порядка.
Оригинальный текст (англ.)Bill Burns is simply one of the finest U.S. diplomats of the last half century. The Back Channel demonstrates his rare and precious combination of strategic insight and policy action. It is full of riveting historical detail but also, more important, shrewd insights into how we can advance our interests and values in a world where U.S. leadership remains the linchpin of international order.
— Дж. Бейкер III

[В своей книге] Билл Бернс […] простым и честным языком рассказывает о решающей роли Америки в мире и о той роли которая сыграла в этом американская дипломатия.
Оригинальный текст (англ.)Bill Burns is a treasure of American diplomacy and a model of the American idea and spirit when we need it most. In The Back Channel, Burns provides another great act of public service by giving us a smart, plainspoken account of America’s changing role in the world and the power and purpose of American diplomacy at its best 
— Хиллари Клинтон

[Книга Бернса] это мастерски написанные воспоминания одного из самых уважаемых и заслуженных дипломатов Америки. Бернс не только дает живое описание того как работает американская дипломатия, но и дает вдохновляющий прогноз на будущее.
Оригинальный текст (англ.)The Back Channel is a masterfully written memoir from one of America’s most accomplished and respected diplomats. Burns not only offers a vivid account of how American diplomacy works, he also puts forward a compelling vision for its future that will surely inspire new generations to follow his incredible example. 
— Мэделин Олбрайт

Захватывающий рассказ о современной политике, наполненный свидетельствами очевидца о многих важных событиях на мировой арене.
Оригинальный текст (англ.)An engaging tale of modern statecraft full of fascinating eyewitness accounts of several important events in modern international history.
— Кондолиза Райс